# The Selfish Giant
The Selfish Giant (De zelfzuchtige reus) is een oorspronkelijk sprookje van de Iers-Engelse schrijver Oscar Wilde. Het voor kinderen geschreven verhaal werd gepubliceerd in de bundel The Happy Prince and Other Tales uit 1888. Deze bundel bevat verder de verhalen The Happy Prince, The Nightingale and the Rose, The Devoted Friend en The Remarkable Rocket.
Wilde las de verhalen voor aan zijn kinderen Cyril en Vyvyan uit zijn eigen exemplaar dat, door hem gesigneerd, werd verkocht tijdens zijn eerste proces, samen met andere zaken uit zijn bezit. Het document bevindt zich in de Hyde-collectie in New Jersey. In zijn autobiografie Sons of Oscar Wilde uit 1954 vermeldt Vyvyan Holland hoe zijn vader de verhalen voorlas en ze al lezend aanpaste aan hun begripsniveau. Op de vraag waarom hun vader tranen in de ogen kreeg bij het voorlezen van The Selfish giant, antwoordde hij dat 'echt mooie dingen hem altijd aan het huilen maakten'.
Het verhaal van 'The Selfish Giant' diende als basis voor diverse muziekstukken voor orkest, opera en ballet. In 1971 ontstond een korte animatiefilm van het verhaal die een Oscar-nominatie verwierf.

## Verhaal
Elke middag na schooltijd spelen kinderen in de prachtige tuin van een reus. Als deze echter na jaren terugkeert naar zijn kasteel verjaagt hij de kinderen en bouwt een muur rondom de tuin. De lente breekt aan, en daarna de zomer en de herfst, maar in de tuin blijft het winter en de Vorst, de Sneeuw, de Hagel en de Noordenwind heersen er. Op een ochtend hoort hij echter het gezang van een vogeltje en als hij naar buiten kijkt, ziet hij dat er kinderen zijn binnengeslopen en in de bomen zijn geklommen en dat het in de tuin weer volop zomer is, behalve onder één boom, waar een jongetje staat dat te klein is om erin te klimmen. De reus krijgt spijt van zijn oude gedrag en haast zich naar buiten. De kinderen vluchten verschrikt weg, behalve de kleine jongen, die hem vanwege zijn tranen niet aan had zien komen. De reus zet de kleine jongen in de boom, die terstond opbloeit. De jongen vliegt de reus om de hals en kust hem, waarop de andere kinderen terugkeren. Voortaan spelen zij in de tuin wanneer ze maar willen. Alleen de kleine jongen keert niet terug en niemand weet waar hij gebleven is.

Jaren later, als de reus oud en zwak geworden is, kijkt hij op een winterse morgen naar buiten en ziet dat in een hoek van de tuin een boom in volle bloei staat; eronder staat de jongen. Hij haast zich naar buiten en dichterbij gekomen ziet hij dat het kind de stigmata draagt. Woedend vraagt de reus wie de wonden heeft veroorzaakt, maar de jongen omschrijft ze als 'de wonden van de Liefde'. De reus knielt neer en de jongen nodigt de reus uit om nu mee te komen naar zíjn tuin, het Paradijs.

Als de andere kinderen die middag de tuin in komen, vinden zij de reus dood onder de boom, zijn lichaam bedekt met witte bloesems.